# Ludwik Wargocki

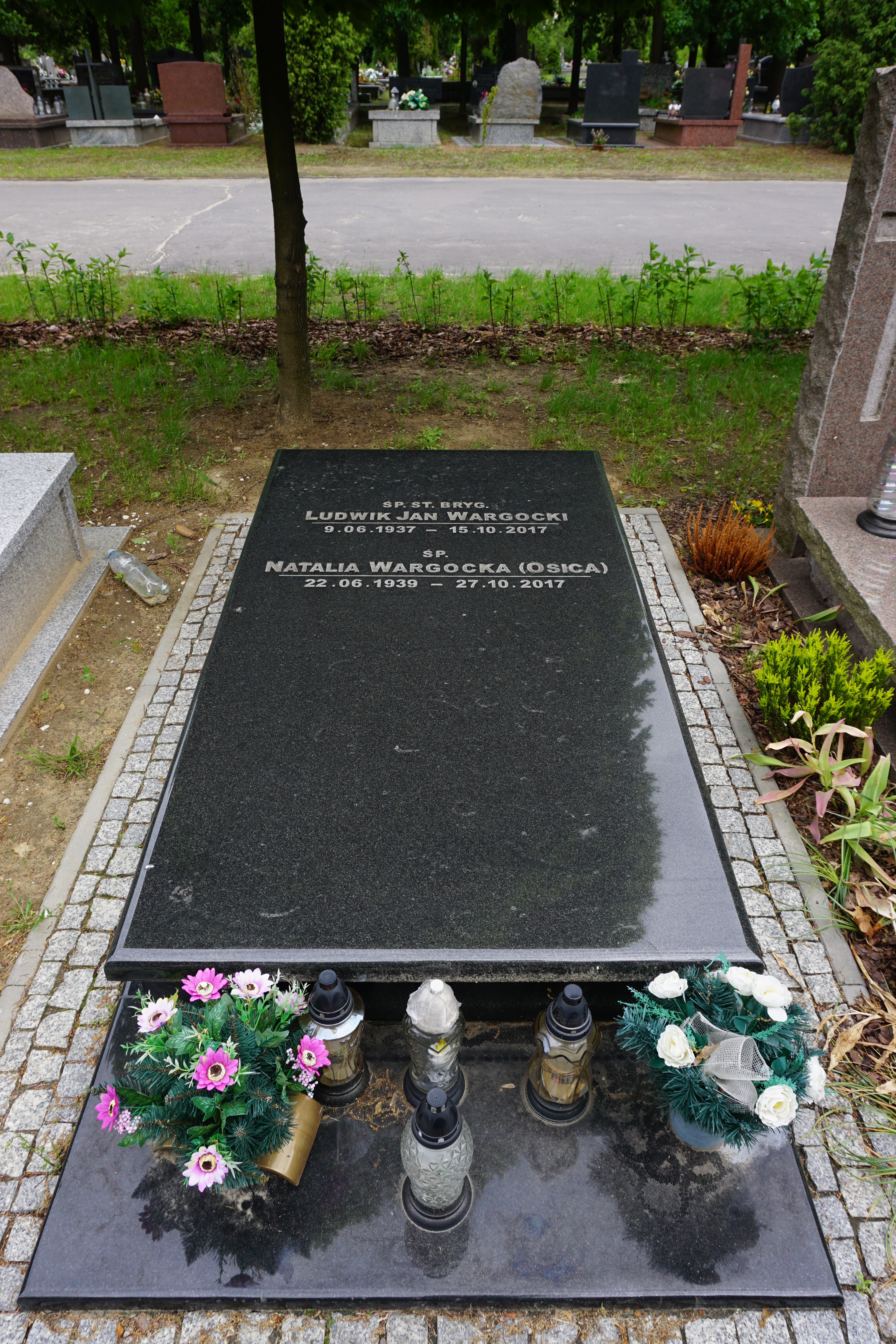
Grób Ludwika Wargockiego na cmentarzu Komunalnym Północnym

Ludwik Wargocki (ur. 1937, zm. 15 października 2017) – polski strażak i wykładowca akademicki, starszy brygadier w stanie spoczynku, doktor nauk technicznych, rektor-komendant Szkoły Głównej Służby Pożarniczej w Warszawie w latach 1990–1992.

## Życiorys
W marcu 1963 rozpoczął służbę w ramach ochrony przeciwpożarowej w Szkole Oficerów Pożarnictwa. Od 1971 był wykładowcą w Zespole Nauk Operacyjnych nowo utworzonej Wyższej Oficerskiej Szkoły Pożarniczej. Po rozwiązaniu WOSP w 1981 po strajku na tejże uczelni, rozpoczął w 1982 służbę w Szkole Głównej Służby Pożarniczej. W ramach pracy akademickiej dr Wargocki był między innymi szefem Katedry Taktyki Pożarniczej oraz prorektorem-zastępcą komendanta ds. naukowo-dydaktycznych w Szkole Głównej Służby Pożarniczej, zaś w latach 1990–1992 rektorem-komendantem SGSP. Piastował także funkcję kierownika Inspektoratu Ochrony Przeciwpożarowej Szkoły Głównej Gospodarstwa Wiejskiego w Warszawie oraz członka Komisji Bezpieczeństwa i Higieny Pracy. W ramach działalności związkowej pełnił funkcję przewodniczącego Komisji Rewizyjnej Związku Emerytów i Rencistów Pożarnictwa RP w Komendzie Głównej Państwowej Straży Pożarnej. Pod koniec czynnej służby był dyrektorem Biura Informatyki i Łączności KG PSP. W stan spoczynku przeszedł w stopniu starszego brygadiera w 1996. Zmarł 15 października 2017 i został pochowany na Cmentarzu Komunalnym Północnym w Warszawie.